# Ælfthryth van Wessex
Ælfthryth van Wessex (ook Elftrude of Elfrida) (Wessex, 868 - Gent, 7 juni 929) was een dochter van koning Alfred de Grote en van Aelhswyth van de Gaini. Ze was getrouwd met de Vlaamse graaf Boudewijn de Kale.

## Leven
De kroniekschrijver Asser schreef hoe Ælfthryth en haar broer aan het koninklijk hof van Wessex werden opgevoed. Ælfthryth bestudeerde de Psalmen en Angelsaksische boeken en vooral de Angelsaksische liederen, waar haar vader erg van hield.
In 884 trad zij in het huwelijk met graaf Boudewijn II van Vlaanderen en werd de moeder van:
- Arnulf I de Grote, graaf van Vlaanderen
- Adalolf (of Adelulf, Aethelwulf) (ca. 895 - 13 november 933), graaf van Boulogne en van Thérouanne, lekenabt van Sint-Bertinus
- Ealswid
- Ermentrude[1]

Na de dood van haar vader in 899 erfde zij Chippenham en twee andere landgoederen in Wiltshire. In 912 gaf zij Lewisham met de daaraan verbonden plaatsen Greenwich en Woolwich (alle drie deze plaatsen liggen nu in Zuid-Londen) aan de Sint-Pietersabdij in Gent. Ze overleefde haar echtgenoot Boudewijn en werd na haar eigen dood bij hem begraven in de Sint-Pietersabdij.
Ælfthryth was de oudgrootmoeder (over-over-over-overgrootmoeder) van Mathilde van Vlaanderen, die getrouwd was met Willem de Veroveraar, de eerste koning van Engeland uit het huis Normandië. Dit betekent dat na de Normandische verovering van Engeland en de dood van Willem I alle vorsten van Engeland afstammelingen waren van het huis Wessex. Ælfthryth was dus degene die de vorsten uit het koninkrijk Wessex verbond met de Engelse koningen van na de Normandische verovering.

## Voorouders
| Voorouders van Ælfthryth van Wessex | Voorouders van Ælfthryth van Wessex                 | Voorouders van Ælfthryth van Wessex                 | Voorouders van Ælfthryth van Wessex                 | Voorouders van Ælfthryth van Wessex                 | Voorouders van Ælfthryth van Wessex                 | Voorouders van Ælfthryth van Wessex                 | Voorouders van Ælfthryth van Wessex                 | Voorouders van Ælfthryth van Wessex                 |
| ----------------------------------- | --------------------------------------------------- | --------------------------------------------------- | --------------------------------------------------- | --------------------------------------------------- | --------------------------------------------------- | --------------------------------------------------- | --------------------------------------------------- | --------------------------------------------------- |
| Overgrootouders                     | Egbert van Wessex (770-839) ∞ Redburga (-)          | Egbert van Wessex (770-839) ∞ Redburga (-)          | Oslac van Wight (-) ∞ ? (-)                         | Oslac van Wight (-) ∞ ? (-)                         | ? (-) ∞ ? (-)                                       | ? (-) ∞ ? (-)                                       | ? (-) ∞ ? (-)                                       | ? (-) ∞ ? (-)                                       |
| Grootouders                         | Ethelwulf (800-858) ∞ Osburh (810–+/-855)           | Ethelwulf (800-858) ∞ Osburh (810–+/-855)           | Ethelwulf (800-858) ∞ Osburh (810–+/-855)           | Ethelwulf (800-858) ∞ Osburh (810–+/-855)           | Æthelred Mucil (?-?) ∞ Eadburh (?-?)                | Æthelred Mucil (?-?) ∞ Eadburh (?-?)                | Æthelred Mucil (?-?) ∞ Eadburh (?-?)                | Æthelred Mucil (?-?) ∞ Eadburh (?-?)                |
| Ouders                              | Alfred de Grote (848-899) ∞ 868 Ealhswith (852–905) | Alfred de Grote (848-899) ∞ 868 Ealhswith (852–905) | Alfred de Grote (848-899) ∞ 868 Ealhswith (852–905) | Alfred de Grote (848-899) ∞ 868 Ealhswith (852–905) | Alfred de Grote (848-899) ∞ 868 Ealhswith (852–905) | Alfred de Grote (848-899) ∞ 868 Ealhswith (852–905) | Alfred de Grote (848-899) ∞ 868 Ealhswith (852–905) | Alfred de Grote (848-899) ∞ 868 Ealhswith (852–905) |
| Ælfthryth van Wessex (868-929)      |                                                     |                                                     |                                                     |                                                     |                                                     |                                                     |                                                     |                                                     |

## Voetnoten
1. ↑  Abt Hildebrand van Sint-Bertinus en Sint Vaast, was een zoon van Ealswid of Ermentrude, of van een onbekende zuster.